# Curt Nyqvist
Curt Nyqvist – szwedzki żużlowiec.
Brązowy medalista indywidualnych mistrzostw Szwecji (Sztokholm 1960). Pięciokrotny medalista drużynowych mistrzostw Szwecji: dwukrotnie srebrny (1958, 1960) oraz trzykrotnie brązowy (1957, 1959, 1962).
Reprezentant Szwecji na arenie międzynarodowej. Wielokrotny uczestnik eliminacji indywidualnych mistrzostw świata (najlepszy wynik: Wrocław 1960 – XI miejsce w finale europejskim, wówczas ostatniej kontynentalnej eliminacji do finału światowego).
W lidze szwedzkiej reprezentant klubów: Monarkerna Sztokholm (1957–1963), Gamarna Jarfalla (1966–1969) oraz Gamarna Sztokholm (1970–1977).